# Baillonella toxisperma
Baillonella toxisperma (tiếng Anh thường gọi là African Pearwood, Djave Nut, hoặc Moabi) là một loài thực vật thuộc họ Sapotaceae. Loài này có ở Angola, Cameroon, Cộng hòa Congo, Cộng hòa Dân chủ Congo, Gabon, và Nigeria. Môi trường sống tự nhiên của chúng là rừng ẩm vùng đất thấp nhiệt đới hoặc cận nhiệt đới. Chúng hiện đang bị đe dọa vì mất môi trường sống